# 가브리엘 이 가브리엘라
《가브리엘 이 가브리엘라》(스페인어: Gabriel y Gabriela)은 1982년 방영된 멕시코의 텔레노벨라이다.